# Yllenus squamifer
Yllenus squamifer là một loài nhện trong họ Salticidae.
Loài này thuộc chi Yllenus. Yllenus squamifer được Eugène Simon miêu tả năm 1881.